# Regador

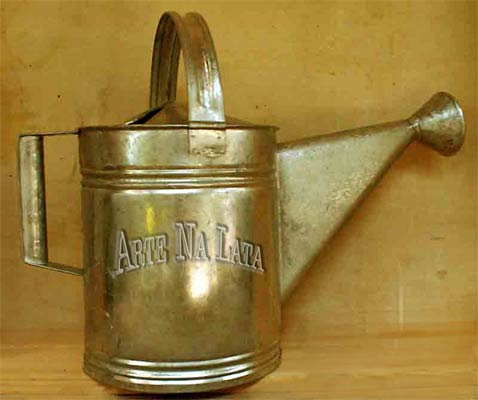
Um regador

O regador é um dispositivo para espalhar direcionalmente a água (ou outros líquidos) sobre plantas, vasos e canteiros. Se encontra atualmente em crescente uso devido à preocupação global com o uso consciente da água.
É normalmente constituído por um corpo que acumula água e um crivo ou chuveiro que dispersa a água em gotas, ligado ao corpo por um bico cônico. Possui ainda alça para o manuseio.
É um equipamento de jardinagem atualmente adotado como objeto de decoração nostálgica pelo fato de ser feito artesanalmente na maioria das comunidades agrícolas nos séculos XIX e XX.
Simboliza também as atividades de diversos grupos ambientalistas no sentido de divulgar e fazer crescer um estilo de vida mais ligado à Natureza.

## História
Em 1886, o regador "Haws" foi patenteado por John Haws. A patente dizia "Esta nova invenção forma um regador que é muito mais fácil de carregar e despejar e, ao mesmo tempo, é muito mais limpo e mais adaptado para uso do que qualquer outro apresentado ao público".

## Cultura popular
O artista impressionista Pierre-Auguste Renoir pintou uma obra intitulada Menina com Regador.